# Festival des jeux du théâtre de Sarlat

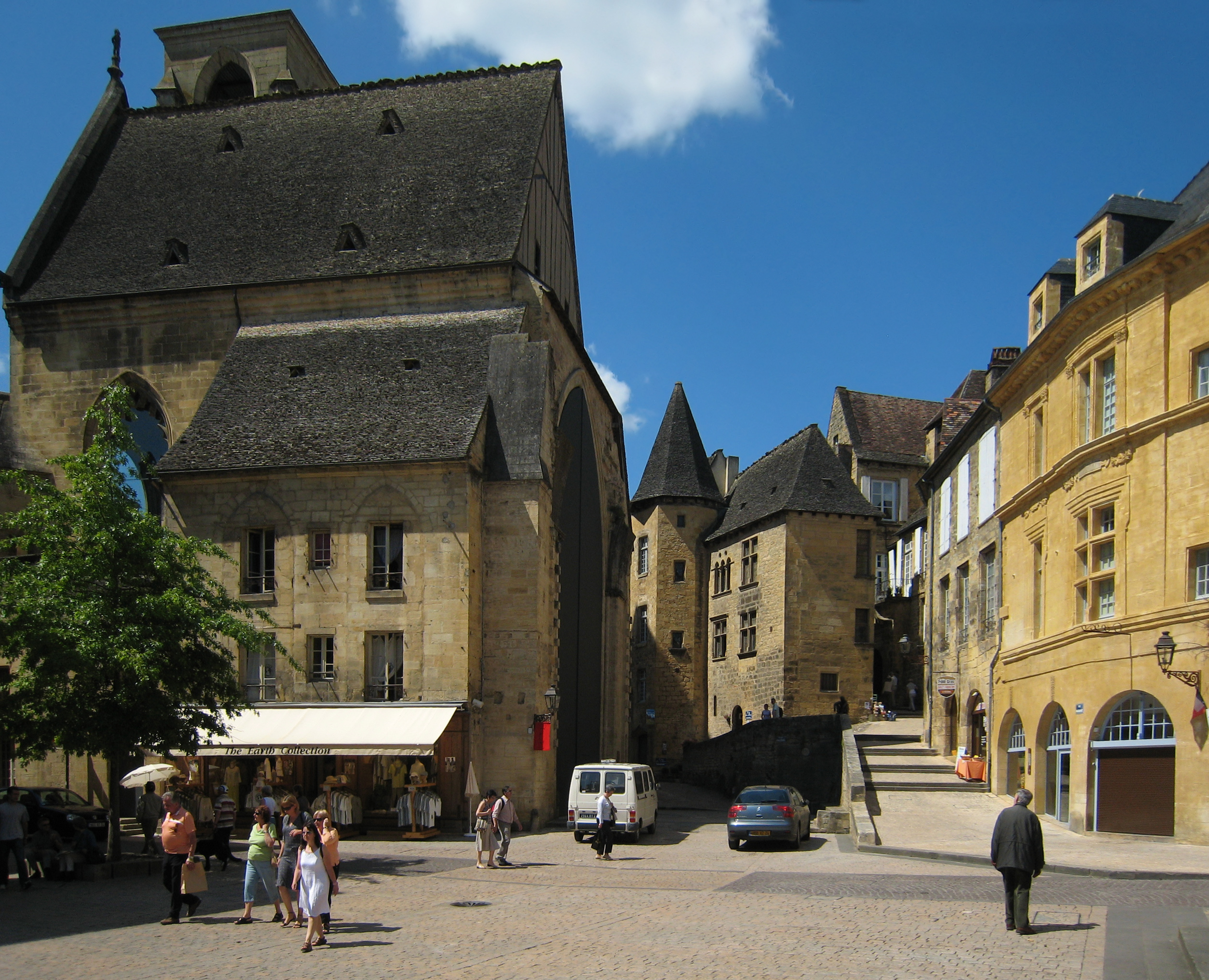
Sarlat : la place de la Liberté, dans la ville médiévale.

Le festival des jeux du théâtre de Sarlat est un festival français de théâtre se déroulant de mi-juillet à début août dans la ville de Sarlat-la-Canéda, en Dordogne. Il existe depuis 1952.

## Présentation
Ce festival a lieu en plein air dans les hauts lieux de la ville médiévale : la place de la Liberté (anciennement Place Royale), le jardin des Enfeus, l’abbaye Sainte-Claire et le jardin du Plantier. 
Chaque année, la programmation mêle les grands classiques du théâtre français et étranger à des créations originales contemporaines. Sa direction artistique est confiée, depuis 1996, à l'acteur Jean-Paul Tribout.
Ce festival est le premier en Aquitaine et il est, après ceux d'Avignon et d'Anjou, le plus vieux de France. Sa 70e édition, fin juillet et début août 2022, a comptabilisé 6 000 entrées payantes pour l'ensemble des différents spectacles.
Des célébrités y seront venues, Francis Huster notamment avec Francis Perrin pour jouer Dom Juan en 2011.
Sa 73e édition s'est tenue en juillet et août 2025.

## Présidents du festival
Les présidents du festival sont[réf. nécessaire] :
- 1952-1960 : Jacques Boissarie[6]
- 1961-1968 : Léon Burg et Henri de Segogne
- 1969-1976 : Léon Burg
- 1977-1979 : Guy Fournier
- 1980-1982 : Fernand Peiro
- 1983-1984 : Pascal Bureau
- 1985-1987 : Fernand Peiro
- 1988-1990 : François Carrier
- 1991-1994 : Jean-Marie Vedrenne
- 1995-     : Jacques Leclaire